# Abwerbung
Der Begriff Abwerbung bezeichnet allgemein das Bemühen, Arbeitnehmer oder Kunden eines anderen Unternehmens für das eigene zu gewinnen. Die Thematik ist dementsprechend vor allem im Arbeits- sowie im Lauterkeitsrecht relevant.

## Lauterkeitsrechtliche Bewertung
Unter Umständen kann das Abwerben von Arbeitnehmern oder Kunden wettbewerbswidrig und damit durch § 4 Nr. 10 i. V. m. § 3 UWG verboten sein.

### Abwerben von Arbeitnehmern
Die ganz herrschende Meinung hat gegenüber der Abwerbung von Arbeitnehmern, die normalerweise durch den Einsatz von Headhuntern durchgeführt wird, grundsätzlich keine Bedenken. Schließlich kann das Streiten um die besten Mitarbeiter geradezu als Ausdruck eines freien und gesunden Wettbewerbs gesehen werden. Auch darf das Recht der Arbeitnehmer auf Mobilität (Art. 12 Abs. 1 GG) nicht außer Acht gelassen werden. Jedoch muss es umgekehrt auch kein Arbeitgeber dulden, dass durch andere in seine Betriebsabläufe übermäßig eingegriffen wird.
Eine Unlauterkeit der Abwerbung kann sich durch deren Zweck oder durch das eingesetzte Mittel ergeben.
Ein verwerflicher Zweck ist dann anzunehmen, wenn die Abwerbung vorrangig der gezielten Behinderung des Mitbewerbers dient. Hiervon ist auszugehen, wenn der Unternehmer selbst z. B. gar keine Einsatzmöglichkeit für den Abgeworbenen hat oder durch diesen bloß an Geschäftsgeheimnisse des Mitbewerbers gelangen möchte.
Unlautere Mittel der Abwerbung sind insbesondere die Verleitung zum Vertragsbruch (etwa durch Übernahme von Vertragsstrafen; nicht jedoch das bloße Ausnutzen eines Vertragsbruchs) oder das direkte Ansprechen am Arbeitsplatz, das über eine erste Kontaktaufnahme hinausgeht.
Eine Abwerbung kann, ggf. im Wege der einstweiligen Verfügung, ein befristetes Beschäftigungsverbot zur Folge haben, wenn und solange der durch die wettbewerbswidrige Abwerbung erzielte Wettbewerbsvorsprung dadurch beseitigt werden kann (Naturalrestitution nach § 249 Abs. 1 BGB); andernfalls geht der Schadensersatzanspruch auf Geld.

### Abwerben von Kunden
Auch Kunden können dem Wettbewerber abspenstig gemacht werden. Auch hier ist zu betonen, dass dies grundsätzlich unbedenklich ist, da es im Wettbewerb letztlich immer darum geht, Kunden zu gewinnen, dies natürlich zwangsläufig zulasten anderer. Die Grenze bildet auch hier die Verleitung zum Vertragsbruch. Kündigungshilfen sind jedoch erlaubt.
Kundenfang
Der Kundenfang ist eine Sonderform des Abwerbens von bestehenden Kunden, bei denen sich der Unternehmer – bildlich oder tatsächlich – zwischen die Kunden und den Mitbewerber stellt und sie gezielt in das eigene Geschäft lenkt. Ein Beispiel ist etwa das Überkleben fremder Plakate. Der BGH sieht jedoch das Verwenden fremder Marken als AdWord nicht als unlauter an. Ebenfalls grundsätzlich lauter ist das Abfangen potentieller Kunden. Denn ein Recht auf potentielle Kunden und damit auf wirtschaftliche Einnahmen gibt es nicht. Nur ausnahmsweise soll diese Fallgruppe des § 4 Nr. 4 UWG (gezielte Behinderung) noch zum Zuge kommen und die Unlauterkeit begründen. Voraussetzung hierfür sind die Zurechnung der potentiellen Kunden zu einem bestimmten (individuellen) Unternehmer und sodann die Änderung ebendieser Zuordnung und Zurechnung durch den Mitbewerber. Gewöhnlich jedoch fehlt bereits die Zurechenbarkeit, weil der bloße Interessent weder bereits dem einen noch bereits dem anderen Mitbewerber zugeneigt ist im Sinne eines z. B. Vertragsanbahnungsentschlusses zu diesem statt jenem Mitbewerber/Anbieter.

## Arbeitsrechtliche Bewertung
Das Abwerben von Kollegen durch einen Arbeitnehmer kann einen wichtigen Grund i. S. d. § 626 BGB darstellen und den Arbeitgeber berechtigen, dem Arbeitnehmer fristlos zu kündigen. Die Abwerbung muss dabei nicht verwerflich oder mit unlauteren Mitteln durchgeführt worden sein, es genügt, dass sie mit einer gewissen Ernsthaftigkeit und Beharrlichkeit betrieben wird.